# Hamnet Shakespeare
Pour les articles homonymes, voir Shakespeare (homonymie).
Hamnet Shakespeare, baptisé le 2 février 1585 à Stratford-upon-Avon et enterré le 11 août 1596 dans cette même ville, est le seul fils du dramaturge William Shakespeare et de sa femme Anne Hathaway. Frère jumeau de Judith Shakespeare, il est mort à l'âge de onze ans, peut-être de la peste bubonique.
Les critiques se sont efforcés de déceler des références à la mort prématurée de son fils dans plusieurs pièces de Shakespeare, au premier rang desquelles Hamlet, dont le titre ressemble fortement à son prénom, mais aussi Le Roi Jean, Roméo et Juliette, Jules César ou La Nuit des rois.

## Biographie
Hamnet et Judith Shakespeare sont nés à Stratford-upon-Avon. Ils sont baptisés le 2 février 1585 en l'église de la Sainte-Trinité par Richard Barton de Coventry. Ils doivent vraisemblablement leurs prénoms à Hamnet Sadler, un boulanger qui apparaît comme témoin du testament de Shakespeare, et sa femme Anne.
Les informations concernant la vie de Hamnet sont presque inexistantes. Son père devient un dramaturge réputé à Londres dans les années 1590 et passe donc moins de temps à Stratford avec sa famille. Hamnet achève probablement son enseignement primaire avant sa mort, à l'âge de onze ans, peut-être due à la peste bubonique. Il est enterré à Stratford le 11 août 1596,.

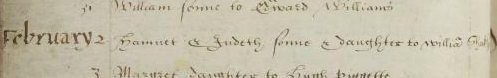
Le baptême de Hamnet et Judith Shakespeare dans le registre paroissial de l'église de la Sainte-Trinité.

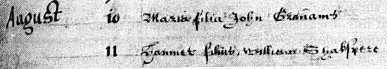
La sépulture de Hamnet dans le registre paroissial de l'église de la Sainte-Trinité.

## Hamnet et l'œuvre de Shakespeare

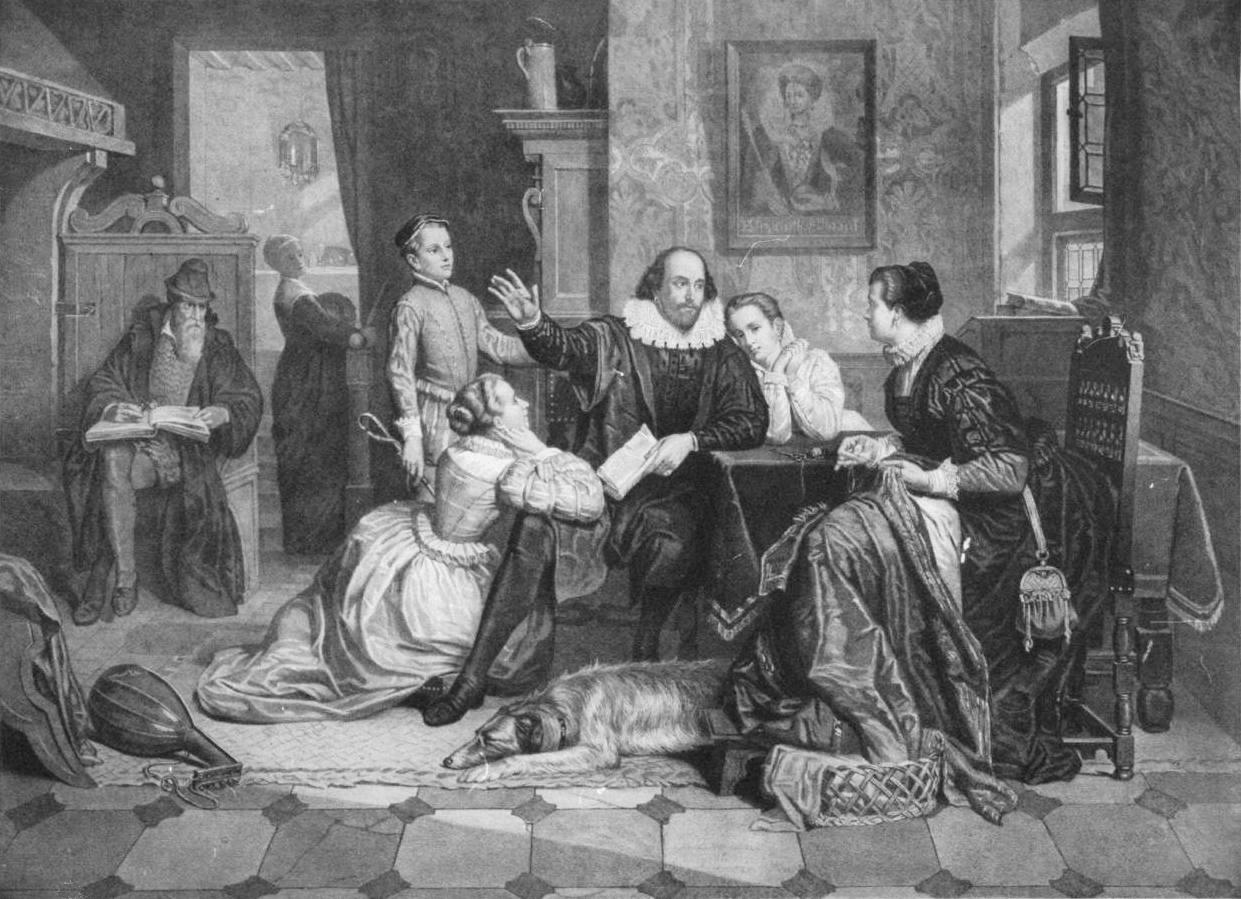
Cette gravure du XIXe siècle imagine Shakespeare lisant Hamlet à sa femme et à ses enfants.

Une question récurrente parmi les spécialistes de Shakespeare est celle de l'effet de la mort prématurée de Hamnet sur l'œuvre de son père. Contrairement à Ben Jonson, qui rédige le poème « On My First Sonne » après la mort de son fils à l'âge de sept ans, Shakespeare ne produit aucun texte qui aborde directement cet événement. En 1596, son œuvre théâtrale se compose principalement de comédies, et ce n'est que quelques années plus tard qu'il commence à écrire ses plus célèbres tragédies. La mort de Hamnet a pu contribuer à leur apporter davantage de profondeur. Elle trouve peut-être un écho dans Le Roi Lear, lorsque le roi déchu découvre que sa fille bien-aimée est morte.
Les lectures biographiques à la recherche d'allusions directes à la vie de Shakespeare dans des passages de ses pièces ou de ses sonnets remontent au moins à la période romantique. Écrivains, critiques et chercheurs du XVIIIe siècle au début du XXe siècle, parmi lesquels Samuel Taylor Coleridge, Edward Dowden et Dover Wilson, ont cherché des références à la mort de Hamnet dans l'œuvre du dramaturge. Ces interprétations commencent à être déconsidérées dans les années 1930 par des chercheurs comme C. J. Sisson et R. W. Chambers, et l'émergence du new criticism décourage les critiques de vouloir interpréter les œuvres littéraires à travers le prisme de la vie de leurs auteurs. Le déclin de ce courant a permis aux lectures biographiques de connaître un second souffle à la fin du XXe siècle.
Les spéculations des critiques se sont concentrées sur Hamlet, une tragédie composée en 1599 ou 1601. Il est peu probable que sa rédaction ait été une réaction directe au chagrin causé par la mort de Hamnet. Bien que les noms Hamlet et Hamnet soient plus ou moins interchangeables (Hamnet Sadler est appelé Hamlett dans le testament de Shakespeare), le protagoniste de la pièce doit son nom à Amleth, un personnage de la Gesta Danorum du chroniqueur médiéval Saxo Grammaticus dont l'histoire est très similaire à celle racontée par Shakespeare. Stephen Greenblatt considère néanmoins qu'un lien est possible entre la mort de Hamnet et la rédaction de Hamlet,.
D'autres pièces ont attiré l'attention des critiques. Ainsi, Richard Wheeler envisage que La Nuit des rois pourrait avoir été écrite en réaction à la mort de Hamnet. Dans cette pièce, une jeune fille croit que son frère jumeau est mort, mais elle découvre à la fin qu'il n'en est rien. Plus généralement, les femmes qui se déguisent en hommes de La Nuit des rois, du Marchand de Venise et de Comme il vous plaira pourrait refléter l'espoir que Shakespeare place en ses filles après la mort de son fils unique. Bill Bryson suggère que le soliloque de la reine Constance qui déplore la mort de son fils Arthur dans Le Roi Jean (acte III, scène 4, vers 95-107) s'inspire de la mort de Hamnet, mais il est possible que ce passage ait été écrit avant 1596. D'autres pièces pourraient y faire allusion de manière plus distante : l'adoption de Marc-Antoine par Jules César dans Jules César, la culpabilité d'Alonso dans La Tempête ou la mort des héros de Roméo et Juliette. La mort de Hamnet pourrait aussi être évoquée à mots couverts dans le premier quatrain du sonnet 37.

## Arbre généalogique
|  |  |                              |                              |                              |                              |                              |                              |  |  |                                  |                                  |                                  |                                  |                                  |                                  |  |  |                                 |                                 |                                 |                                 |                                 |                                 |                             |                             | Richard Shakespeare (1490-1561) | Richard Shakespeare (1490-1561) | Richard Shakespeare (1490-1561) | Richard Shakespeare (1490-1561) | Richard Shakespeare (1490-1561) | Richard Shakespeare (1490-1561) |                               |                               | Robert Arden († 1556)         | Robert Arden († 1556)         | Robert Arden († 1556)        | Robert Arden († 1556)        | Robert Arden († 1556)        | Robert Arden († 1556)        |                              |                              |                                |                                |                                |                                |                                |                                |                                |                                |                                 |                                 |                                 |                                 |                                 |                                 |                            |                            |                                |                                |                                |                                |                                |                                |                           |                           |                           |                           |                           |                           |                           |                           |  |  |  |  |  |  |  |  |  |  |  |  |  |  |  |  |  |  |  |  |  |  |  |  |  |  |  |  |  |  |  |  |  |  |  |  |  |  |  |  |  |  |  |  |  |  |  |  |  |  |  |  |  |  |  |  |  |  |
|  |  |                              |                              |                              |                              |                              |                              |  |  |                                  |                                  |                                  |                                  |                                  |                                  |  |  |                                 |                                 |                                 |                                 |                                 |                                 |                             |                             | Richard Shakespeare (1490-1561) | Richard Shakespeare (1490-1561) | Richard Shakespeare (1490-1561) | Richard Shakespeare (1490-1561) | Richard Shakespeare (1490-1561) | Richard Shakespeare (1490-1561) |                               |                               | Robert Arden († 1556)         | Robert Arden († 1556)         | Robert Arden († 1556)        | Robert Arden († 1556)        | Robert Arden († 1556)        | Robert Arden († 1556)        |                              |                              |                                |                                |                                |                                |                                |                                |                                |                                |                                 |                                 |                                 |                                 |                                 |                                 |                            |                            |                                |                                |                                |                                |                                |                                |                           |                           |                           |                           |                           |                           |                           |                           |  |  |  |  |  |  |  |  |  |  |  |  |  |  |  |  |  |  |  |  |  |  |  |  |  |  |  |  |  |  |  |  |  |  |  |  |  |  |  |  |  |  |  |  |  |  |  |  |  |  |  |  |  |  |  |  |  |  |
|  |  |                              |                              |                              |                              |                              |                              |  |  |                                  |                                  |                                  |                                  |                                  |                                  |  |  |                                 |                                 |                                 |                                 |                                 |                                 |                             |                             | John Shakespeare (1531-1601)    | John Shakespeare (1531-1601)    | John Shakespeare (1531-1601)    | John Shakespeare (1531-1601)    | John Shakespeare (1531-1601)    | John Shakespeare (1531-1601)    |                               |                               | Mary Arden (1537-1608)        | Mary Arden (1537-1608)        | Mary Arden (1537-1608)       | Mary Arden (1537-1608)       | Mary Arden (1537-1608)       | Mary Arden (1537-1608)       |                              |                              |                                |                                |                                |                                |                                |                                |                                |                                |                                 |                                 |                                 |                                 |                                 |                                 |                            |                            |                                |                                |                                |                                |                                |                                |                           |                           | Richard Hathaway († 1581) | Richard Hathaway († 1581) | Richard Hathaway († 1581) | Richard Hathaway († 1581) | Richard Hathaway († 1581) | Richard Hathaway († 1581) |  |  |  |  |  |  |  |  |  |  |  |  |  |  |  |  |  |  |  |  |  |  |  |  |  |  |  |  |  |  |  |  |  |  |  |  |  |  |  |  |  |  |  |  |  |  |  |  |  |  |  |  |  |  |  |  |  |  |
|  |  |                              |                              |                              |                              |                              |                              |  |  |                                  |                                  |                                  |                                  |                                  |                                  |  |  |                                 |                                 |                                 |                                 |                                 |                                 |                             |                             | John Shakespeare (1531-1601)    | John Shakespeare (1531-1601)    | John Shakespeare (1531-1601)    | John Shakespeare (1531-1601)    | John Shakespeare (1531-1601)    | John Shakespeare (1531-1601)    |                               |                               | Mary Arden (1537-1608)        | Mary Arden (1537-1608)        | Mary Arden (1537-1608)       | Mary Arden (1537-1608)       | Mary Arden (1537-1608)       | Mary Arden (1537-1608)       |                              |                              |                                |                                |                                |                                |                                |                                |                                |                                |                                 |                                 |                                 |                                 |                                 |                                 |                            |                            |                                |                                |                                |                                |                                |                                |                           |                           | Richard Hathaway († 1581) | Richard Hathaway († 1581) | Richard Hathaway († 1581) | Richard Hathaway († 1581) | Richard Hathaway († 1581) | Richard Hathaway († 1581) |  |  |  |  |  |  |  |  |  |  |  |  |  |  |  |  |  |  |  |  |  |  |  |  |  |  |  |  |  |  |  |  |  |  |  |  |  |  |  |  |  |  |  |  |  |  |  |  |  |  |  |  |  |  |  |  |  |  |
|  |  |                              |                              |                              |                              |                              |                              |  |  |                                  |                                  |                                  |                                  |                                  |                                  |  |  |                                 |                                 |                                 |                                 |                                 |                                 |                             |                             |                                 |                                 |                                 |                                 |                                 |                                 |                               |                               |                               |                               |                              |                              |                              |                              |                              |                              |                                |                                |                                |                                |                                |                                |                                |                                |                                 |                                 |                                 |                                 |                                 |                                 |                            |                            |                                |                                |                                |                                |                                |                                |                           |                           |                           |                           |                           |                           |                           |                           |  |  |  |  |  |  |  |  |  |  |  |  |  |  |  |  |  |  |  |  |  |  |  |  |  |  |  |  |  |  |  |  |  |  |  |  |  |  |  |  |  |  |  |  |  |  |  |  |  |  |  |  |  |  |  |  |  |  |
|  |  |                              |                              |                              |                              |                              |                              |  |  |                                  |                                  |                                  |                                  |                                  |                                  |  |  |                                 |                                 |                                 |                                 |                                 |                                 |                             |                             |                                 |                                 |                                 |                                 |                                 |                                 |                               |                               |                               |                               |                              |                              |                              |                              |                              |                              |                                |                                |                                |                                |                                |                                |                                |                                |                                 |                                 |                                 |                                 |                                 |                                 |                            |                            |                                |                                |                                |                                |                                |                                |                           |                           |                           |                           |                           |                           |                           |                           |  |  |  |  |  |  |  |  |  |  |  |  |  |  |  |  |  |  |  |  |  |  |  |  |  |  |  |  |  |  |  |  |  |  |  |  |  |  |  |  |  |  |  |  |  |  |  |  |  |  |  |  |  |  |  |  |  |  |
|  |  | Joan Shakespeare (1558-1558) | Joan Shakespeare (1558-1558) | Joan Shakespeare (1558-1558) | Joan Shakespeare (1558-1558) | Joan Shakespeare (1558-1558) | Joan Shakespeare (1558-1558) |  |  | Margaret Shakespeare (1562-1563) | Margaret Shakespeare (1562-1563) | Margaret Shakespeare (1562-1563) | Margaret Shakespeare (1562-1563) | Margaret Shakespeare (1562-1563) | Margaret Shakespeare (1562-1563) |  |  | William Shakespeare (1564-1616) | William Shakespeare (1564-1616) | William Shakespeare (1564-1616) | William Shakespeare (1564-1616) | William Shakespeare (1564-1616) | William Shakespeare (1564-1616) |                             |                             | Gilbert Shakespeare (1566-1612) | Gilbert Shakespeare (1566-1612) | Gilbert Shakespeare (1566-1612) | Gilbert Shakespeare (1566-1612) | Gilbert Shakespeare (1566-1612) | Gilbert Shakespeare (1566-1612) |                               |                               | Joan Shakespeare (1569-1646)  | Joan Shakespeare (1569-1646)  | Joan Shakespeare (1569-1646) | Joan Shakespeare (1569-1646) | Joan Shakespeare (1569-1646) | Joan Shakespeare (1569-1646) |                              |                              | Anne Shakespeare (1571-1579)   | Anne Shakespeare (1571-1579)   | Anne Shakespeare (1571-1579)   | Anne Shakespeare (1571-1579)   | Anne Shakespeare (1571-1579)   | Anne Shakespeare (1571-1579)   |                                |                                | Richard Shakespeare (1574-1613) | Richard Shakespeare (1574-1613) | Richard Shakespeare (1574-1613) | Richard Shakespeare (1574-1613) | Richard Shakespeare (1574-1613) | Richard Shakespeare (1574-1613) |                            |                            | Edmund Shakespeare (1580-1607) | Edmund Shakespeare (1580-1607) | Edmund Shakespeare (1580-1607) | Edmund Shakespeare (1580-1607) | Edmund Shakespeare (1580-1607) | Edmund Shakespeare (1580-1607) |                           |                           | Anne Hathaway (1555-1623) | Anne Hathaway (1555-1623) | Anne Hathaway (1555-1623) | Anne Hathaway (1555-1623) | Anne Hathaway (1555-1623) | Anne Hathaway (1555-1623) |  |  |  |  |  |  |  |  |  |  |  |  |  |  |  |  |  |  |  |  |  |  |  |  |  |  |  |  |  |  |  |  |  |  |  |  |  |  |  |  |  |  |  |  |  |  |  |  |  |  |  |  |  |  |  |  |  |  |
|  |  | Joan Shakespeare (1558-1558) | Joan Shakespeare (1558-1558) | Joan Shakespeare (1558-1558) | Joan Shakespeare (1558-1558) | Joan Shakespeare (1558-1558) | Joan Shakespeare (1558-1558) |  |  | Margaret Shakespeare (1562-1563) | Margaret Shakespeare (1562-1563) | Margaret Shakespeare (1562-1563) | Margaret Shakespeare (1562-1563) | Margaret Shakespeare (1562-1563) | Margaret Shakespeare (1562-1563) |  |  | William Shakespeare (1564-1616) | William Shakespeare (1564-1616) | William Shakespeare (1564-1616) | William Shakespeare (1564-1616) | William Shakespeare (1564-1616) | William Shakespeare (1564-1616) |                             |                             | Gilbert Shakespeare (1566-1612) | Gilbert Shakespeare (1566-1612) | Gilbert Shakespeare (1566-1612) | Gilbert Shakespeare (1566-1612) | Gilbert Shakespeare (1566-1612) | Gilbert Shakespeare (1566-1612) |                               |                               | Joan Shakespeare (1569-1646)  | Joan Shakespeare (1569-1646)  | Joan Shakespeare (1569-1646) | Joan Shakespeare (1569-1646) | Joan Shakespeare (1569-1646) | Joan Shakespeare (1569-1646) |                              |                              | Anne Shakespeare (1571-1579)   | Anne Shakespeare (1571-1579)   | Anne Shakespeare (1571-1579)   | Anne Shakespeare (1571-1579)   | Anne Shakespeare (1571-1579)   | Anne Shakespeare (1571-1579)   |                                |                                | Richard Shakespeare (1574-1613) | Richard Shakespeare (1574-1613) | Richard Shakespeare (1574-1613) | Richard Shakespeare (1574-1613) | Richard Shakespeare (1574-1613) | Richard Shakespeare (1574-1613) |                            |                            | Edmund Shakespeare (1580-1607) | Edmund Shakespeare (1580-1607) | Edmund Shakespeare (1580-1607) | Edmund Shakespeare (1580-1607) | Edmund Shakespeare (1580-1607) | Edmund Shakespeare (1580-1607) |                           |                           | Anne Hathaway (1555-1623) | Anne Hathaway (1555-1623) | Anne Hathaway (1555-1623) | Anne Hathaway (1555-1623) | Anne Hathaway (1555-1623) | Anne Hathaway (1555-1623) |  |  |  |  |  |  |  |  |  |  |  |  |  |  |  |  |  |  |  |  |  |  |  |  |  |  |  |  |  |  |  |  |  |  |  |  |  |  |  |  |  |  |  |  |  |  |  |  |  |  |  |  |  |  |  |  |  |  |
|  |  |                              |                              |                              |                              |                              |                              |  |  |                                  |                                  |                                  |                                  |                                  |                                  |  |  |                                 |                                 |                                 |                                 |                                 |                                 |                             |                             |                                 |                                 |                                 |                                 |                                 |                                 |                               |                               |                               |                               |                              |                              |                              |                              |                              |                              |                                |                                |                                |                                |                                |                                |                                |                                |                                 |                                 |                                 |                                 |                                 |                                 |                            |                            |                                |                                |                                |                                |                                |                                |                           |                           |                           |                           |                           |                           |                           |                           |  |  |  |  |  |  |  |  |  |  |  |  |  |  |  |  |  |  |  |  |  |  |  |  |  |  |  |  |  |  |  |  |  |  |  |  |  |  |  |  |  |  |  |  |  |  |  |  |  |  |  |  |  |  |  |  |  |  |
|  |  |                              |                              |                              |                              |                              |                              |  |  |                                  |                                  |                                  |                                  |                                  |                                  |  |  |                                 |                                 |                                 |                                 |                                 |                                 |                             |                             |                                 |                                 |                                 |                                 |                                 |                                 |                               |                               |                               |                               |                              |                              |                              |                              |                              |                              |                                |                                |                                |                                |                                |                                |                                |                                |                                 |                                 |                                 |                                 |                                 |                                 |                            |                            |                                |                                |                                |                                |                                |                                |                           |                           |                           |                           |                           |                           |                           |                           |  |  |  |  |  |  |  |  |  |  |  |  |  |  |  |  |  |  |  |  |  |  |  |  |  |  |  |  |  |  |  |  |  |  |  |  |  |  |  |  |  |  |  |  |  |  |  |  |  |  |  |  |  |  |  |  |  |  |
|  |  |                              |                              |                              |                              |                              |                              |  |  |                                  |                                  |                                  |                                  |                                  |                                  |  |  |                                 |                                 |                                 |                                 |                                 |                                 |                             |                             |                                 |                                 |                                 |                                 |                                 |                                 |                               |                               |                               |                               |                              |                              |                              |                              |                              |                              |                                |                                |                                |                                |                                |                                |                                |                                |                                 |                                 |                                 |                                 |                                 |                                 |                            |                            |                                |                                |                                |                                |                                |                                |                           |                           |                           |                           |                           |                           |                           |                           |  |  |  |  |  |  |  |  |  |  |  |  |  |  |  |  |  |  |  |  |  |  |  |  |  |  |  |  |  |  |  |  |  |  |  |  |  |  |  |  |  |  |  |  |  |  |  |  |  |  |  |  |  |  |  |  |  |  |
|  |  |                              |                              |                              |                              |                              |                              |  |  |                                  |                                  |                                  |                                  |                                  |                                  |  |  |                                 |                                 |                                 |                                 |                                 |                                 |                             |                             | John Hall (1575-1635)           | John Hall (1575-1635)           | John Hall (1575-1635)           | John Hall (1575-1635)           | John Hall (1575-1635)           | John Hall (1575-1635)           |                               |                               | Susanna Hall (1583-1649)      | Susanna Hall (1583-1649)      | Susanna Hall (1583-1649)     | Susanna Hall (1583-1649)     | Susanna Hall (1583-1649)     | Susanna Hall (1583-1649)     |                              |                              | Hamnet Shakespeare (1585-1596) | Hamnet Shakespeare (1585-1596) | Hamnet Shakespeare (1585-1596) | Hamnet Shakespeare (1585-1596) | Hamnet Shakespeare (1585-1596) | Hamnet Shakespeare (1585-1596) |                                |                                | Judith Quiney (1585-1662)       | Judith Quiney (1585-1662)       | Judith Quiney (1585-1662)       | Judith Quiney (1585-1662)       | Judith Quiney (1585-1662)       | Judith Quiney (1585-1662)       |                            |                            | Thomas Quiney (1589-1662)      | Thomas Quiney (1589-1662)      | Thomas Quiney (1589-1662)      | Thomas Quiney (1589-1662)      | Thomas Quiney (1589-1662)      | Thomas Quiney (1589-1662)      |                           |                           |                           |                           |                           |                           |                           |                           |  |  |  |  |  |  |  |  |  |  |  |  |  |  |  |  |  |  |  |  |  |  |  |  |  |  |  |  |  |  |  |  |  |  |  |  |  |  |  |  |  |  |  |  |  |  |  |  |  |  |  |  |  |  |  |  |  |  |
|  |  |                              |                              |                              |                              |                              |                              |  |  |                                  |                                  |                                  |                                  |                                  |                                  |  |  |                                 |                                 |                                 |                                 |                                 |                                 |                             |                             | John Hall (1575-1635)           | John Hall (1575-1635)           | John Hall (1575-1635)           | John Hall (1575-1635)           | John Hall (1575-1635)           | John Hall (1575-1635)           |                               |                               | Susanna Hall (1583-1649)      | Susanna Hall (1583-1649)      | Susanna Hall (1583-1649)     | Susanna Hall (1583-1649)     | Susanna Hall (1583-1649)     | Susanna Hall (1583-1649)     |                              |                              | Hamnet Shakespeare (1585-1596) | Hamnet Shakespeare (1585-1596) | Hamnet Shakespeare (1585-1596) | Hamnet Shakespeare (1585-1596) | Hamnet Shakespeare (1585-1596) | Hamnet Shakespeare (1585-1596) |                                |                                | Judith Quiney (1585-1662)       | Judith Quiney (1585-1662)       | Judith Quiney (1585-1662)       | Judith Quiney (1585-1662)       | Judith Quiney (1585-1662)       | Judith Quiney (1585-1662)       |                            |                            | Thomas Quiney (1589-1662)      | Thomas Quiney (1589-1662)      | Thomas Quiney (1589-1662)      | Thomas Quiney (1589-1662)      | Thomas Quiney (1589-1662)      | Thomas Quiney (1589-1662)      |                           |                           |                           |                           |                           |                           |                           |                           |  |  |  |  |  |  |  |  |  |  |  |  |  |  |  |  |  |  |  |  |  |  |  |  |  |  |  |  |  |  |  |  |  |  |  |  |  |  |  |  |  |  |  |  |  |  |  |  |  |  |  |  |  |  |  |  |  |  |
|  |  |                              |                              |                              |                              |                              |                              |  |  |                                  |                                  |                                  |                                  |                                  |                                  |  |  |                                 |                                 |                                 |                                 |                                 |                                 |                             |                             |                                 |                                 |                                 |                                 |                                 |                                 |                               |                               |                               |                               |                              |                              |                              |                              |                              |                              |                                |                                |                                |                                |                                |                                |                                |                                |                                 |                                 |                                 |                                 |                                 |                                 |                            |                            |                                |                                |                                |                                |                                |                                |                           |                           |                           |                           |                           |                           |                           |                           |  |  |  |  |  |  |  |  |  |  |  |  |  |  |  |  |  |  |  |  |  |  |  |  |  |  |  |  |  |  |  |  |  |  |  |  |  |  |  |  |  |  |  |  |  |  |  |  |  |  |  |  |  |  |  |  |  |  |
|  |  |                              |                              |                              |                              |                              |                              |  |  |                                  |                                  |                                  |                                  |                                  |                                  |  |  |                                 |                                 |                                 |                                 |                                 |                                 |                             |                             |                                 |                                 |                                 |                                 |                                 |                                 |                               |                               |                               |                               |                              |                              |                              |                              |                              |                              |                                |                                |                                |                                |                                |                                |                                |                                |                                 |                                 |                                 |                                 |                                 |                                 |                            |                            |                                |                                |                                |                                |                                |                                |                           |                           |                           |                           |                           |                           |                           |                           |  |  |  |  |  |  |  |  |  |  |  |  |  |  |  |  |  |  |  |  |  |  |  |  |  |  |  |  |  |  |  |  |  |  |  |  |  |  |  |  |  |  |  |  |  |  |  |  |  |  |  |  |  |  |  |  |  |  |
|  |  |                              |                              |                              |                              |                              |                              |  |  |                                  |                                  |                                  |                                  |                                  |                                  |  |  |                                 |                                 |                                 |                                 | Thomas Nash (1) (1593-1647)     | Thomas Nash (1) (1593-1647)     | Thomas Nash (1) (1593-1647) | Thomas Nash (1) (1593-1647) | Thomas Nash (1) (1593-1647)     | Thomas Nash (1) (1593-1647)     |                                 |                                 | Elisabeth Barnard (1608-1670)   | Elisabeth Barnard (1608-1670)   | Elisabeth Barnard (1608-1670) | Elisabeth Barnard (1608-1670) | Elisabeth Barnard (1608-1670) | Elisabeth Barnard (1608-1670) |                              |                              | John Barnard (2) (1604-1674) | John Barnard (2) (1604-1674) | John Barnard (2) (1604-1674) | John Barnard (2) (1604-1674) | John Barnard (2) (1604-1674)   | John Barnard (2) (1604-1674)   |                                |                                | Shakespeare Quiney (1616-1617) | Shakespeare Quiney (1616-1617) | Shakespeare Quiney (1616-1617) | Shakespeare Quiney (1616-1617) | Shakespeare Quiney (1616-1617)  | Shakespeare Quiney (1616-1617)  |                                 |                                 | Richard Quiney (1618-1639)      | Richard Quiney (1618-1639)      | Richard Quiney (1618-1639) | Richard Quiney (1618-1639) | Richard Quiney (1618-1639)     | Richard Quiney (1618-1639)     |                                |                                | Thomas Quiney (1620-1639)      | Thomas Quiney (1620-1639)      | Thomas Quiney (1620-1639) | Thomas Quiney (1620-1639) | Thomas Quiney (1620-1639) | Thomas Quiney (1620-1639) |                           |                           |                           |                           |  |  |  |  |  |  |  |  |  |  |  |  |  |  |  |  |  |  |  |  |  |  |  |  |  |  |  |  |  |  |  |  |  |  |  |  |  |  |  |  |  |  |  |  |  |  |  |  |  |  |  |  |  |  |  |  |  |  |
|  |  |                              |                              |                              |                              |                              |                              |  |  |                                  |                                  |                                  |                                  |                                  |                                  |  |  |                                 |                                 |                                 |                                 | Thomas Nash (1) (1593-1647)     | Thomas Nash (1) (1593-1647)     | Thomas Nash (1) (1593-1647) | Thomas Nash (1) (1593-1647) | Thomas Nash (1) (1593-1647)     | Thomas Nash (1) (1593-1647)     |                                 |                                 | Elisabeth Barnard (1608-1670)   | Elisabeth Barnard (1608-1670)   | Elisabeth Barnard (1608-1670) | Elisabeth Barnard (1608-1670) | Elisabeth Barnard (1608-1670) | Elisabeth Barnard (1608-1670) |                              |                              | John Barnard (2) (1604-1674) | John Barnard (2) (1604-1674) | John Barnard (2) (1604-1674) | John Barnard (2) (1604-1674) | John Barnard (2) (1604-1674)   | John Barnard (2) (1604-1674)   |                                |                                | Shakespeare Quiney (1616-1617) | Shakespeare Quiney (1616-1617) | Shakespeare Quiney (1616-1617) | Shakespeare Quiney (1616-1617) | Shakespeare Quiney (1616-1617)  | Shakespeare Quiney (1616-1617)  |                                 |                                 | Richard Quiney (1618-1639)      | Richard Quiney (1618-1639)      | Richard Quiney (1618-1639) | Richard Quiney (1618-1639) | Richard Quiney (1618-1639)     | Richard Quiney (1618-1639)     |                                |                                | Thomas Quiney (1620-1639)      | Thomas Quiney (1620-1639)      | Thomas Quiney (1620-1639) | Thomas Quiney (1620-1639) | Thomas Quiney (1620-1639) | Thomas Quiney (1620-1639) |                           |                           |                           |                           |  |  |  |  |  |  |  |  |  |  |  |  |  |  |  |  |  |  |  |  |  |  |  |  |  |  |  |  |  |  |  |  |  |  |  |  |  |  |  |  |  |  |  |  |  |  |  |  |  |  |  |  |  |  |  |  |  |  |

## Filmographie
- 2025 : Hamnet de Chloé Zhao